# ویکی‌پدیای زولویی
ویکی‌پدیای زولویی دانشنامه‌ای برخط و به زبان زولویی می‌باشد. ویکی‌پدیای زولویی در نوامبر ۲۰۰۳ آغاز به کار کرد. تا ۲۰ ژوئیه ۲۰۱۳ این ویکی‌پدیا، با ۵۸۶ نوشتار در رده دویست‌وسی‌وپنجم ویکی‌پدیاها قرار دارد.